# Wołowiec (Sudety)
 Wołowiec (776 m n.p.m.) – wzniesienie w Sudetach Środkowych, w Górach Wałbrzyskich, w pasmie Gór Czarnych.

## Położenie
Wzniesienie położone w południowo-wschodniej części Gór Wałbrzyskich, w paśmie Gór Czarnych, na południowy wschód od miejscowości Wałbrzych.
Powulkaniczne wzniesienie zbudowane ze skał wylewnych, w kształcie stożka z kopulastą częścią szczytową i wyraźnie zaznaczonym wierzchołkiem. Zbocze wschodnie i zachodnie jest strome. Zbocze północne w części grzbietowej opada stromo w dół i przechodzi w łagodne niewielkie południowe zbocze Małego Wołowca (720 m n.p.m.), którego niewielki szczyt wyrasta ze zbocza. Zbocze południowe opada nieznacznie w kierunku małego wierzchołka Kozła (774 m n.p.m.).
Wzniesienie w całości porośnięte jest lasem regla dolnego, a na szczycie rosną buki.
Po północno-zachodniej stronie góry widok na Górę Zamkową z ruinami średniowiecznego zamku Nowy Dwór i rozległa panorama Wałbrzycha.
Pod górą biegną dwa najdłuższe tunele kolejowe w Polsce.
Wzniesienie położone na terenie Parku Krajobrazowego Sudetów Wałbrzyskich.

## Turystyka
Przez szczyt prowadzi szlak turystyczny:
- niebieski – fragment szlaku z Wałbrzycha przez Przełęcz Pod Borową do Sokołowska[2].